# Parque Nacional Moukalaba-Doudou
O Parque Nacional Moukalaba-Doudou é um parque nacional do Gabão. Cobre uma área de 4,500 km2 (1,700 sq mi). O parque nacional inclui vários tipos de habitat, incluindo floresta húmida e pastagens de savana.
Este local foi adicionado à Lista Provisória do Património Mundial da UNESCO no dia 20 de outubro de 2005, na categoria Misto (Cultural e Natural).